# آلدویچ
longitudeآلدویچlatitudeآلدویچ
آلدویچ (به انگلیسی: Aldwych) یک خیابان یک‌طرفه در لندن است که در شهر وست‌مینستر واقع شده‌است.
طول این خیابان یک کیلومتر است ایستگاه متروی آلدویچ که در سال ۱۹۹۴ بسته شده در آن قرار دارد.

## سالن‌های نمایش

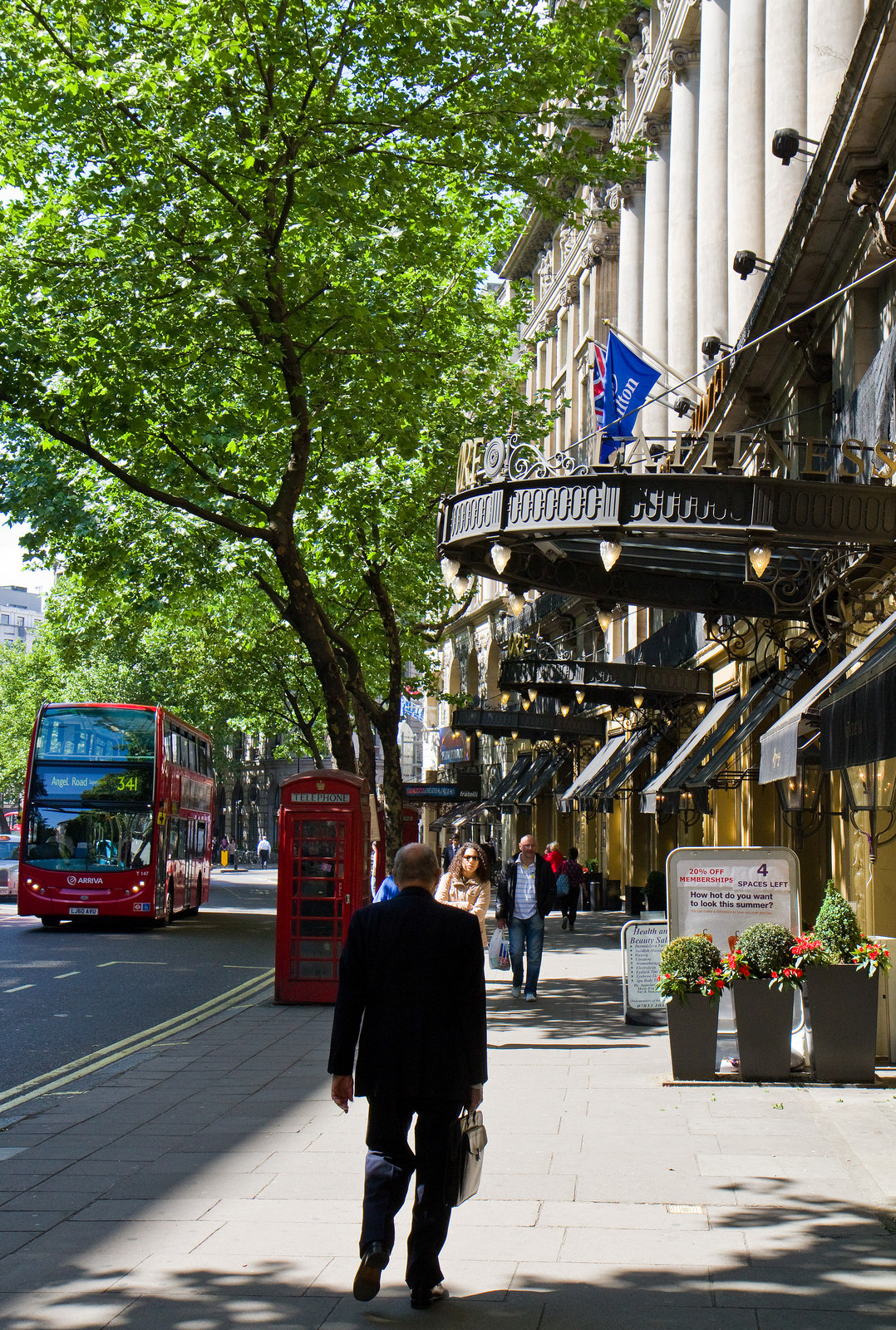
بخشی از پیاده‌رو خیابان آلدویچ

- تئاتر آلدویچ، افتتاح در ۱۹۰۵
- تئاتر نوولو، افتتاح در ۱۹۰۵